# Resolution 679 des UN-Sicherheitsrates
Die Resolution 679 des UN-Sicherheitsrates ist eine Resolution, die der Sicherheitsrat der Vereinten Nationen in seiner 2964. Sitzung am 30. November 1990 einstimmig beschloss. Nach Prüfung eines Berichts des Generalsekretärs über die United Nations Disengagement Observer Force (UNDOF) nahm der Rat Kenntnis von seinen Bemühungen um die Schaffung eines dauerhaften und gerechten Friedens im Nahen Osten.
Die Entschließung beschloss, die betroffenen Parteien aufzufordern, die Resolution 338 (1973) unverzüglich umzusetzen; sie verlängerte das Mandat der Beobachtergruppe um weitere sechs Monate bis zum 31. Mai 1991 und forderte den Generalsekretär auf, am Ende dieses Zeitraums einen Bericht über die Lage vorzulegen.